# Cerdita
Cerdita (lit. ‘Porqueta’) és un thriller de terror rural espanyol del 2022 dirigit i escrit per Carlota Pereda, basat en el curtmetratge homònim amb què va guanyar el Goya i el premi Forqué l'any 2019. El repartiment, encapçalat per Laura Galán, compta amb la participació de Richard Holmes, Carmen Machi, Claudia Salas, Irene Ferreiro, Camille Aguilar, Mireia Vilapuig i Pilar Castro.
Es va estrenar al Festival de Cinema de Sundance el 24 de gener de 2022, també es va projectar al FrightFest, al 70è Festival Internacional de Cinema de Sant Sebastià i al LV Festival Internacional de Cinema Fantàstic de Catalunya.

## Argument
Sara, una jove amb sobrepès, és turmentada per les noies del poble que hi passaen les vacances d'estiu. Quan les seves assetjadores són segrestades per un desconegut, Sara s'enfronta al dilema sobre què fer: ajudar la policia a trobar-les o buscar venjança.

## Repartiment
- Laura Galán com a Sara
- Richard Holmes com a desconegut
- Carmen Machi com a Asun
- José Pastor com a Pedro
- Claudia Salas com a Maca
- Irene Ferreiro com a Claudia
- Camille Aguilar com a Roci
- Pilar Castro com a Elena
- Julián Valcárcel com a Padre
- Chema del Barco com a Juan Carlos
- Stéphanie Magnin Vella com a Rosa
- Fernando Delgado Hierro com a Juancarlitos

## Producció

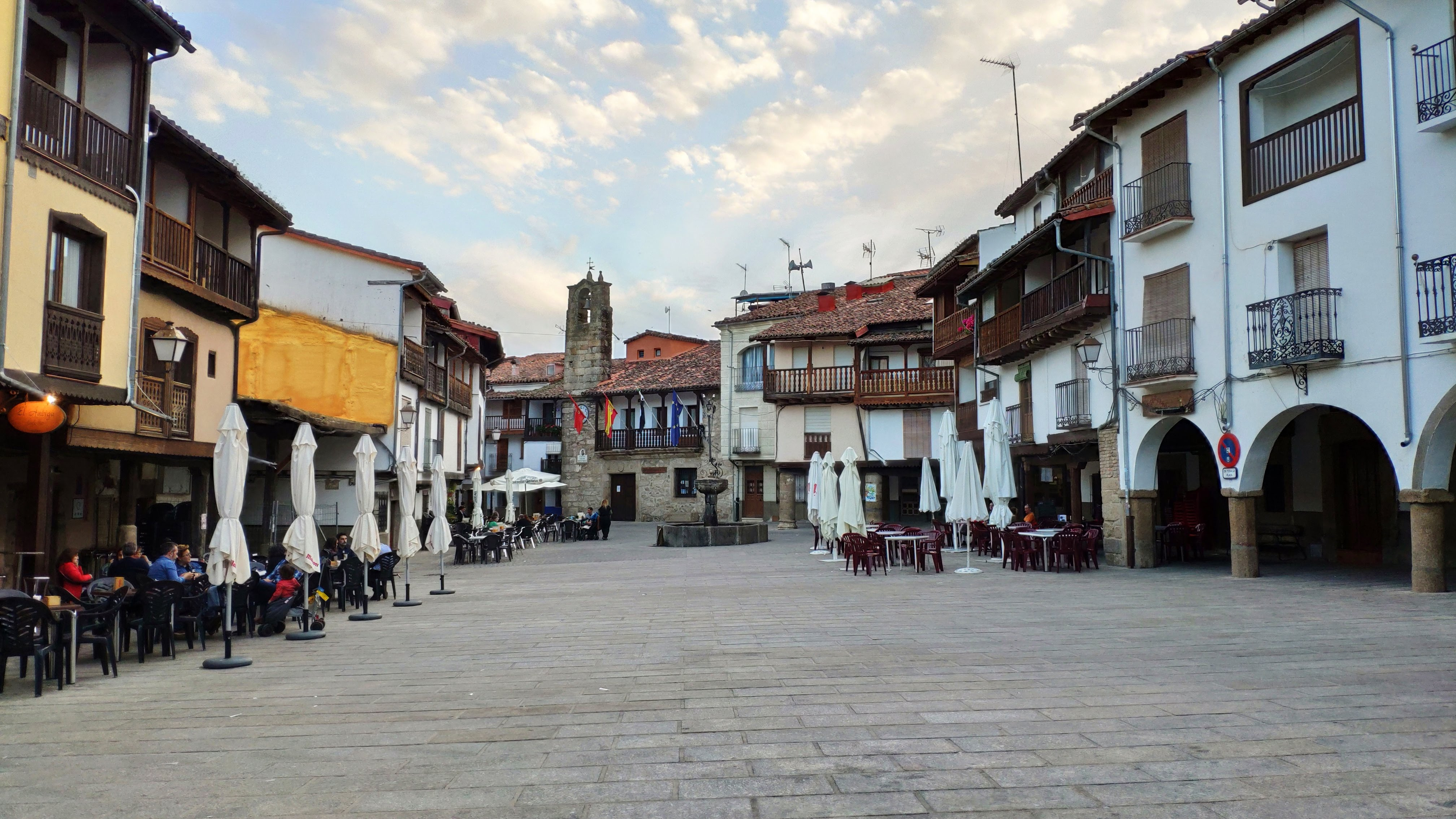
Villanueva de la Vera, al nord-est d'Extremadura, va ser el lloc principal de rodatge.

Amb un pressupost de 2,5 milions d'euros, Cerdita va ser produïda amb la participació de RTVE i Movistar Plus +, i el suport de la Junta d'Extremadura, Eurimages, el programa Creative Europe MEDIA i el Govern de la Comunitat de Madrid.
El rodatge va començar el 17 de juny de 2021 i va acabar a finals de juliol. El color blanc de la Citroën C15 ocupa un lloc destacat a la pel·lícula. Rita Noriega és la directora de fotografia.